# سایبرتروریسم
تروریسم سایبری یا سایبرتروریسم (به انگلیسی: Cyberterrorism) استفاده از اینترنت برای انجام اعمال خشونت آمیز، وحشت زا و خسارت ساز است که منجر به از بین رفتن یا تهدید به از دست دادن جان یا آسیب جسمی قابل توجهی، به منظور دستیابی به دستاوردهای سیاسی یا ایدئولوژیکی از طریق فضای مجازی می‌شود. همچنین گاهی عملی تروریسم اینترنتی در نظر گرفته می‌شود که فعالیت‌های تروریستی از جمله اقدامات عمدی، اختلال گسترده در شبکه‌های رایانه ای، به ویژه رایانه‌های شخصی متصل به اینترنت از طریق ابزارهایی مانند ویروس‌های رایانه ای، کرم‌های رایانه ای، هک کردن، جعل هویت و فیشینگ و … انجام می‌شود. سایر نرم‌افزارهای مخرب و روشهای سخت‌افزاری و اسکریپتهای برنامه‌نویسی. سایبرتروریسم یک اصطلاح بحث‌برانگیز است. برخی از نویسندگان با استفاده از سازمان‌های تروریستی شناخته شده از حملات مختل به سیستم‌های اطلاعاتی، هدف اصلی ایجاد زنگ خطر، هراس یا اختلال جسمی، تعریف بسیار باریکی را برگزیده اند. نویسندگان دیگر تعریف گسترده‌تری را ترجیح می‌دهند، که شامل فضای مجازی نیز می‌شود. شرکت در حمله سایبری بر درک تهدید تروریسم تأثیر می‌گذارد، حتی اگر با رویکردی خشونت‌آمیز صورت نگیرد. با توجه به برخی تعاریف، تشخیص اینکه چه مواردی از فعالیتهای اینترنتی می‌توانند سایبرتروریسم یا فضای مجازی باشند، دشوار خواهد بود.
سایبرتروریسم همچنین می‌تواند به عنوان استفاده عمدی از رایانه‌ها، شبکه‌ها و اینترنت عمومی تعریف شود تا باعث تخریب و آسیب رساندن به اهداف شخصی شود. متخصصان فضای مجازی با تجربه، که از نظر هک کردن مهارت زیادی دارند، می‌توانند آسیب بزرگی به سیستم‌های دولتی، سوابق بیمارستان و برنامه‌های امنیت ملی وارد کنند که ممکن است یک کشور، جامعه یا سازمان را در آشفتگی و ترس از حملات بیشتر ترک کند. اهداف چنین تروریست‌ها ممکن است سیاسی یا ایدئولوژیک باشد زیرا این می‌تواند نوعی ترور تلقی شود.
نگرانی زیادی از سوی منابع دولتی و رسانه‌ای درباره آسیب‌های بالقوه‌ای که می‌تواند توسط سایبرتروریسم ایجاد شود، وجود دارد و این امر تلاش‌هایی را از سوی آژانس‌های دولتی مانند ادارهٔ تحقیقات فدرال (FBI) و آژانس اطلاعات مرکزی (CIA) برای پایان دادن به حملات سایبری و سایبرتروریسم به وجود آورده است.
چندین مورد مهم و جزئی از سایبرتروریسم وجود داشته‌است. القاعده از اینترنت برای برقراری ارتباط با حامیان و حتی برای جذب اعضای جدید استفاده کرد. استونی، یک کشور بالتیک که از نظر فناوری دائماً در حال تحول است، پس از اختلافات در مورد حذف مجسمه شوروی جنگ جهانی دوم که در تالین پایتخت استونی است، در آوریل ۲۰۰۷ به یک میدان نبرد برای سایبرتر تبدیل شد.
هدف متمرکز روی منابع موجود در فضای مجازی است.
امروزه سایبرتروریسم خطرناکتر از تروریسم سنتی است این امر به دلیل رشد روزافزون ساختار اقتصادی و خدمات رسانی بسیاری از کشورها مبتنی بر فناوری‌های اطلاعاتی و ارتباطی می‌باشد.
سایبرتروریسم را می‌توان این گونه تعریف کرد: «اقدامات برنامه‌ریزی شده و هدفمند با اغراض سیاسی و غیر شخصی که علیه رایانه‌ها و امکانات و برنامه‌های ذخیره شده در درون آن‌ها از طریق شبکه جهانی صورت می‌گیرد و هدف از چنین اقدامی نابودی یا وارد آوردن آسیب‌های جدی به آنهاست».

## بررسی اجمالی
بحث در مورد تعریف اساسی دامنه سایبرتروریسم است. این تعاریف می‌تواند باریک باشد مانند استفاده از اینترنت برای حمله به سیستم‌های دیگر در اینترنت که منجر به خشونت علیه افراد یا اموال می‌شود. آنها همچنین می‌توانند گسترده باشند، مواردی که هر نوع استفاده از اینترنت توسط تروریست‌ها را شامل می‌شود، حملات متعارف به زیرساخت‌های فناوری اطلاعات دارند. در مورد صلاحیت، انگیزه، اهداف، روشها و محوریت استفاده از رایانه در عمل تغییر در صلاحیت وجود دارد. سازمان‌های دولتی ایالات متحده همچنین از تعاریف مختلفی استفاده می‌کنند و هیچ‌کدام از اینها تاکنون تلاش نکرده‌اند استاندارد ای را اجرا کنند که در خارج از حوزه نفوذشان الزام‌آور باشد.
بسته به بستر زمینه، تروریسم ممکن است با جرایم سایبری، فضای مجازی یا تروریسم عادی همپوشانی قابل توجهی داشته باشد. یوگنی کسپرسکی، بنیانگذار آزمایشگاه کسپرسکی، اکنون احساس می‌کند که «سایبرتروریسم» اصطلاح دقیق تری نسبت به «فضای مجازی» است. وی اظهار داشت: «با حملات امروز، شما نسبت به کسانی که این کار را انجام داده‌اند یا چه زمانی دوباره اعتصاب می‌کنید، بی قهر هستید. این جنگ سایبری نیست، بلکه سایبرتروریسم است.» او همچنین تسلیحات سایبری در مقیاس بزرگ، مانند Flame Virus و NetTraveler Virus را که شرکت وی کشف کرده است، با سلاح‌های بیولوژیکی برابر می‌کند و ادعا می‌کند که در دنیایی بهم پیوسته، آنها می‌توانند به همان اندازه مخرب باشند.
اگر با سایبرگریسم به‌طور مشابه با تروریسم سنتی رفتار شود، فقط شامل حملات می‌شود که اموال یا جان‌ها را تهدید می‌کند و می‌تواند به عنوان اعمال نفوذ رایانه‌ها و اطلاعات هدف به ویژه از طریق اینترنت تعریف شود تا باعث ایجاد جسمی، دنیای واقعی یا اختلال شدید شود. زیرساخت‌ها
بسیاری از دانشگاهیان و محققان که در مطالعات تروریسم تخصص دارند می‌گویند که سایبرتوریسم وجود ندارد و واقعاً موضوع هک شدن یا جنگ اطلاعاتی است. آنها با توجه به احتمال عدم ایجاد ترس، آسیب جسمی قابل ملاحظه یا مرگ در جمعیت با استفاده از وسایل الکترونیکی، با توجه به حمله‌های فعلی و فناوری‌های محافظ، با برچسب زدن آن به عنوان تروریسم مخالف هستند.
اگر مرگ یا خسارت جسمی که می‌تواند باعث آسیب به انسان شود، بخشی ضروری از تعریف سایبرتروریسم تلقی می‌شود، در این صورت تعداد کمی از حوادث قابل شناسایی سیبرتوریسم رخ داده است، اگرچه تحقیقات سیاسی و نگرانی‌های عمومی انجام شده است. تروریسم و خشونت سیاسی مدرن به راحتی تعریف نشده است، اما برخی محققان ادعا می‌کنند که اکنون «بی مرز» است و صرفاً به آسیب‌های جسمی مربوط نمی‌شود.
یک جمله قدیمی وجود دارد که می‌گوید: مرگ یا از دست دادن املاک محصولات جانبی تروریسم است، هدف اصلی اینگونه حوادث ایجاد ترور در ذهن مردم و آسیب رساندن به ایستادگی کنندگان است. اگر هر حادثه ای در فضای مجازی بتواند وحشت ایجاد کند، به درستی می‌توان آن را سایبرتروریسم نامید. برای کسانی که تحت تأثیر این اعمال قرار گرفته‌اند، ترس از سایبرتروریسم کاملاً واقعی است.
به‌طور کلی با جرایم سایبری، آستانه دانش و مهارت‌های لازم برای انجام اقدامات سایبرتر به لطف مجموعه‌های هک و هک‌های آزاد و دوره‌های آنلاین به‌طور پیوسته در حال کاهش است. علاوه بر این، دنیای فیزیکی و مجازی با سرعت بیشتری در حال ادغام هستند و اهداف بسیاری را برای فرصت ایجاد می‌کند که با حملات سایبری قابل توجه مانند استاکس نت، تلاش برای خرابکاری پتروشیمی عربستان سعودی در سال ۲۰۱۸ و دیگران مشهود است.

### تعریف سایبرتروریسم
به دلیل دشواری در تعریف اصطلاح تروریسم، تعیین یک تعریف مشخص برای فضای مجازی می‌تواند کار سختی باشد. سازمان‌های مختلف تعاریف خاص خود را ایجاد کرده‌اند، که اکثر آنها کاملاً گسترده هستند. همچنین در مورد استفاده بیش از حد از این اصطلاح، افزایش سرعت در رسانه‌ها و فروشندگان امنیتی که سعی در فروش «راه حل» دارند، اختلاف نظر وجود دارد.
یکی از راه‌های درک سایبرتروریسم شامل این عقیده است که تروریست‌ها می‌توانند با هک شدن به سیستمهای مهم زیربنایی، باعث از بین رفتن گسترده جان، هرج و مرج اقتصادی در سراسر جهان و خسارت‌های زیست‌محیطی شوند. ماهیت سایبرتروریسم رفتارهایی را شامل می‌شود که از رایانه یا فناوری اینترنت استفاده می‌کنند:
با انگیزه سیاسی، مذهبی یا ایدئولوژیکی ایجاد می‌شود
در نظر گرفته شده است که یک دولت یا بخشی از مردم را به مراتب مختلف ارعاب کند
به‌طور جدی در زیرساخت‌ها دخالت می‌کند
اصطلاح «سایبرتروریسم» می‌تواند به طرق مختلف مورد استفاده قرار گیرد، اما محدودیت‌هایی در استفاده از آن وجود دارد. حمله به یک تجارت اینترنتی را می‌توان برچسب سایبر [تروریستی کیستی] عنوان کرد، اما وقتی برای انگیزه‌های اقتصادی انجام شود نه ایدئولوژیک، معمولاً آن را جرم سایبری قلمداد می‌کند. کنوانسیون همچنین برچسب «سایبرتروریسم» را محدود به اقدامات افراد، گروه‌های مستقل یا سازمانها می‌کند. هر نوع جنگ سایبری که توسط دولتها و کشورها انجام شود طبق قوانین بین‌المللی تنظیم و مجازات می‌شود.
انستیتوی فناوری فناوری اطلاعات را به عنوان سایبرتروریسم تعریف می‌کند
«او با استفاده از فعالیت‌های مختل کننده یا تهدید آن علیه رایانه‌ها و / یا شبکه‌ها، با هدف ایجاد آسیب یا اهداف اجتماعی، ایدئولوژیک، مذهبی، سیاسی یا مشابه دیگر، از پیش برنامه ریزی کرد. چنین اهدافی.»
این اصطلاح برای اولین بار در ادبیات دفاعی ظاهر می‌شود، و در گزارش‌های دانشکده جنگ ارتش آمریکا از اوایل سال ۱۹۹۸ (به عنوان "تروریسم سایبر") ظاهر می‌شود.
کنفرانس ملی قانونگذاری ایالتی، سازمانی از قانونگذاران ایجاد شده برای کمک به سیاست گذاران در ایالات متحده آمریکا با موضوعاتی مانند اقتصاد و امنیت میهن سایبرتروریسم را چنین تعریف می‌کند:
[او] او از فناوری اطلاعات توسط گروه‌ها و افراد تروریستی برای پیشبرد برنامه خود استفاده می‌کند. این می‌تواند شامل استفاده از فناوری اطلاعات برای سازماندهی و اجرای حملات علیه شبکه‌ها، سیستم‌های رایانه ای و زیرساختهای ارتباطات از راه دور، یا مبادله اطلاعات یا تهدیدهای الکترونیکی باشد. نمونه آن هک کردن سیستم‌های رایانه ای، معرفی ویروس‌ها به شبکه‌های آسیب‌پذیر، پیش نمایش وب سایت، حملات انکار سرویس یا تهدیدات تروریستی از طریق ارتباطات الکترونیکی است.
ناتو سایبرتروریسم را به عنوان «[حمله] سایبری با استفاده یا سوء استفاده از شبکه‌های رایانه ای یا ارتباطی برای ایجاد تخریب یا اختلال کافی برای ایجاد ترس یا ترساندن جامعه به یک هدف ایدئولوژیک تعریف می‌کند».
مرکز ملی حفاظت از زیرساخت‌های ایالات متحده، فضای سایبر را به این شرح تعریف کرده است:
«یک عمل مجرمانه که با استفاده از رایانه‌ها و قابلیت‌های ارتباطی انجام می‌شود و منجر به خشونت ، تخریب یا اختلال در خدمات برای ایجاد ترس از طریق ایجاد سردرگمی و عدم اطمینان در یک جمعیت معین می‌شود، با هدف تأثیرگذاری بر یک دولت یا جمعیت برای انطباق با. یک برنامه سیاسی، اجتماعی یا ایدئولوژیک.»
FBI، یکی دیگر از آژانسهای ایالات متحده، «تروریسم سایبر» را «حمله از پیش برنامه‌ریزی شده، با انگیزه سیاسی علیه اطلاعات، سیستم‌های رایانه ای، برنامه‌های رایانه ای و داده‌هایی که منجر به خشونت علیه اهداف غیر جنگنده توسط گروه‌های فرعی یا عوامل مخفی می‌شود» تعریف می‌کند.
این تعاریف تمایل دارند دیدگاه سایبرتروریسم را به عنوان گرایش سیاسی و / یا عقیدتی به اشتراک بگذارند. یکی از زمینه‌های بحث تفاوت بین سایبرتریسم و هکتیویسم است. هکتیویسم «ازدواج هک با فعالیت سیاسی» است. هر دو عمل از نظر سیاسی هدایت می‌شوند و شامل استفاده از رایانه می‌شوند، با این وجود از سایبرتروریسم در درجه اول برای ایجاد آسیب استفاده می‌شود. این مسئله به یک مسئله تبدیل می‌شود زیرا اعمال خشونت در رایانه می‌تواند برچسب سایبرتیسم یا هکتیویسم [توسط چه کسی؟] باشد.

### انواع قابلیت ترور سایبری
در سال ۱۹۹۹، مرکز مطالعات تروریسم و جنگ نامنظم در دانشکده تحصیلات تکمیلی نیروی دریایی مونتری، کالیفرنیا، سه سطح از توانایی سایبرتر را تعریف کرد:
- Simple-Unstructured: امکان انجام هک‌های اساسی در برابر سیستم‌های فردی با استفاده از ابزارهایی که توسط شخص دیگری ایجاد شده است. این سازمان از تجزیه و تحلیل هدف، فرمان و کنترل یا توانایی یادگیری کمی برخوردار است.
- Advanced-Structured: امکان انجام حملات پیشرفته تر علیه سیستم‌ها یا شبکه‌های چندگانه و احتمالاً برای تغییر یا ایجاد ابزارهای اصلی هک کردن. این سازمان دارای یک هدف ابتدایی - آنالیز، فرمان و کنترل و توانایی یادگیری است.
- مختلط: هماهنگ: توانایی حمله هماهنگ که می‌تواند باعث ایجاد اختلال در انبوه در برابر پدافندهای ناهمگن و یکپارچه (از جمله رمزنگاری) شود. امکان ایجاد ابزارهای پیشرفته هک کردن. آنالیز ، کنترل، فرمان و کنترل و یادگیری سازمانی بسیار توانمند.

### نگرانی‌ها
امروزه سایبرتوریسم در رسانه‌های اجتماعی روز به روز پررنگ تر می‌شود. با گسترش اینترنت در همه زمینه‌های تلاش بشر، افراد یا گروه‌ها می‌توانند از ناشناس ماندنی فضای مجازی برای تهدید شهروندان، گروه‌های خاص (یعنی با عضویت براساس قومیت یا عقیده)، جوامع و کل کشورها استفاده کنند، بدون اینکه تهدید ذاتی باشد. ضرب و شتم، صدمه یا مرگ برای مهاجمی که از نظر جسمی حضور داشته باشد، به همراه خواهد داشت. بسیاری از گروه‌ها مانند ناشناس، از ابزارهایی مانند حمله به منکر سرویس برای حمله به گروه‌های سانسور شده و سانسورگرانه با آنها استفاده می‌کنند و نگرانی‌های زیادی را برای آزادی و احترام به اختلافات فکر ایجاد می‌کنند.
بسیاری بر این باورند که مبارزه با تروریسم یک تهدید شدید برای اقتصاد کشورها است و ترس از حمله می‌تواند به‌طور بالقوه منجر به رکود بزرگ دیگری شود. رهبران بسیاری موافق هستند که تروریسم تروریسم بالاترین درصد تهدید را نسبت به سایر حملات احتمالی به قلمرو آمریکا دارد. اگرچه بلایای طبیعی یک تهدید بزرگ محسوب می‌شود و ثابت شده است که برای مردم و زمین ویرانگر است، اما در نهایت چیز کمی وجود دارد که می‌توان از وقوع چنین حوادث جلوگیری کرد؛ بنابراین ، انتظار این است که بیشتر روی اقدامات پیشگیری که حملات اینترنتی را برای اجرا غیرممکن می‌کند، متمرکز شویم.
با گسترش اینترنت ، سیستم‌های رایانه ای همچنان مسئولیت خود را افزایش می‌دهند، در حالی که پیچیده‌تر و به هم وابسته تر می‌شوند، خرابکاری یا تروریسم از طریق اینترنت ممکن است به یک تهدید جدی تبدیل شود و احتمالاً یکی از ۱۰ رویداد برتر برای پایان دادن به نسل بشر است. "" افراد با دسترسی به بخشی از اینترنت موسوم به Dark Web دسترسی آسانتری به درگیری غیرقانونی در فضای مجازی دارند. اینترنت اشیا وعده داده است که دنیاهای مجازی و جسمی دیگری را با هم ادغام کند، که برخی از کارشناسان آن را انگیزه ای قدرتمند برای دولتها برای استفاده از پراکسی‌های تروریستی در پیشبرد اهداف می‌دانند.
وابستگی به اینترنت در مقیاس جهانی به سرعت در حال افزایش است و بستر ایجاد توطئه‌های بین‌المللی ترور سایبری را فراهم می‌کند تا به عنوان یک تهدید مستقیم برای امنیت ملی تدوین و اجرا شود. برای تروریست‌ها، حملات سایبری دارای مزایای مشخصی نسبت به حملات جسمی است. آنها را می‌توان از راه دور، ناشناس و نسبتاً ارزان انجام داد و نیاز به سرمایه‌گذاری قابل توجهی در سلاح، مواد منفجره و پرسنل ندارند. اثرات می‌تواند گسترده و عمیق باشد. حوادث سایبرتروریسم احتمالاً در حال افزایش است. آنها از طریق انکار حملات خدمات، بدافزارها و سایر روشهایی که امروزه تصور مشکل انجام می‌شود، انجام می‌شوند. یک نمونه شامل مرگ و میر ناشی از دولت اسلامی و شبکه‌های اجتماعی آنلاین توییتر، گوگل و فیس بوک منجر به اقدام قانونی علیه آنها می‌شود که در نهایت منجر به شکایت آنها شد.
نیویورک تایمز در مقاله ای در مورد حملات سایبری ایران و کره شمالی، اظهار داشت: «درخواست تسلیحات دیجیتالی شبیه به توانایی هسته ای است: این راهی برای یک ملت متروک و کم توان حتی به زمین بازی است.» جیمز A. لوئیس، یک کارشناس امنیت رایانه در مرکز مطالعات استراتژیک و بین‌المللی در واشینگتن، گفت: «کشورها دنباله‌های سایبری را به همان روشی که دنبال سلاح‌های هسته ای هستند، دنبال می‌کنند؛ و آنها متعهد به دریافت آن هستند.»

### تاریخ
علاقه عمومی به فضای سایبری از اواخر دهه ۱۹۹۰ آغاز شد، زمانی که این اصطلاح توسط باری سی کالین ابداع شد. با نزدیک شدن به سال ۲۰۰۰، ترس و عدم اطمینان در مورد اشکالات هزاره افزایش یافت، همچنین امکان حمله توسط تروریست‌های سایبر وجود داشت. اگرچه اشکال هزاره به هیچ وجه یک حمله تروریستی یا توطئه ای علیه جهان یا ایالات متحده نبود، اما در ترساندن ترس از احتمال حمله سایبری ویرانگر در مقیاس بزرگ، به عنوان یک کاتالیزور عمل کرد. مفسران خاطرنشان کردند که به نظر می‌رسد بسیاری از حقایق اینگونه حوادث، اغلب با گزارش‌های رسانه ای اغراق‌آمیز تغییر می‌یابند.
حملات تروریستی برجسته در ایالات متحده در ۱۱ سپتامبر ۲۰۰۱ و جنگ متعاقب تروریسم توسط ایالات متحده منجر به پوشش بیشتر رسانه‌ها از تهدیدات احتمالی سایبرتروریسم در سالهای بعد شد. پوشش رسانه‌های اصلی غالباً در مورد احتمال حمله بزرگ در استفاده از شبکه‌های رایانه ای برای خرابکاری در زیرساخت‌های مهم با هدف قرار دادن جان انسان در معرض خطر یا ایجاد اختلال در مقیاس ملی یا مستقیم یا با اختلال در اقتصاد ملی بحث می‌کند.
گزارش شده است که نویسندگانی چون وین شوارتو و جان آرکیلا موفقیت مالی قابل توجهی در فروش کتاب داشته‌اند که آنچه را که گفته می‌شود سناریوهای محتمل ضرب و شتم ناشی از سایبرتروریسم است، توصیف کرده‌اند. بسیاری از منتقدان ادعا می‌کنند که این کتاب‌ها در ارزیابی خود از اینکه آیا حملات توصیف شده (مانند ذوب هسته ای و انفجار گیاهان شیمیایی) غیر واقعی بوده است غیر واقعی بودند. یک موضوع مشترک در مورد آنچه منتقدان به عنوان فضای مجازی تلقی می‌کنند، عدم قابلیت جعل است. این بدان معناست که، هنگامی که بلایای پیش‌بینی شده رخ نمی‌دهد، فقط نشان می‌دهد که ما چقدر خوش شانس بوده‌ایم و نه اینکه این تئوری را تحت تأثیر قرار دهیم.
در سال ۲۰۱۶، برای اولین بار، وزارت دادگستری، اردیت فریزی را به اتهام سایبرتروریسم متهم کرد. وی متهم به ادعای هک شدن در یک وب سایت نظامی و سرقت اسامی، آدرس‌ها و سایر اطلاعات شخصی دولت و نظامیان و فروش آن به داعش است.
از طرف دیگر، همچنین استدلال می‌شود که علی‌رغم مطالعات اساسی پیرامون فضای مجازی، بدن ادبیات هنوز قادر به ارائه یک برآورد واقعی از تهدید واقعی نیست. به عنوان مثال، در صورت حمله سایبرتروریست به زیرساخت‌های عمومی مانند نیروگاه یا کنترل ترافیک هوایی از طریق هک، عدم موفقیت در موفقیت آن وجود دارد زیرا اطلاعات مربوط به چنین پدیده‌ها محدود است.

## حملات و پاسخ‌های بین‌المللی
از سال ۲۰۱۶ هفده کنوانسیون و اسناد حقوقی عمده وجود داشته‌است که به‌طور خاص با فعالیت‌های تروریستی سروکار دارند و می‌توانند درمورد تروریسم سایبر نیز کاربرد داشته باشند.
- ۱۹۶۳: کنوانسیون جرائم و برخی دیگر از اعمال متعهد در هواپیما
- ۱۹۷۰: کنوانسیون سرکوب غیرقانونی تصرف هواپیما
- ۱۹۷۱: کنوانسیون سرکوب اقدامات غیرقانونی علیه ایمنی هواپیمایی کشوری
- ۱۹۷۳: کنوانسیون پیشگیری و مجازات جرایم علیه افراد تحت حمایت بین‌المللی
- ۱۹۷۹: کنوانسیون بین‌المللی علیه گروگان‌گیری
- ۱۹۸۰: کنوانسیون حفاظت فیزیکی از مواد هسته ای
- ۱۹۸۸: پروتکل سرکوب اقدامات غیرقانونی خشونت در فرودگاه‌های ارائه دهنده هواپیمایی بین‌المللی
- ۱۹۸۸: پروتکل سرکوب اقدامات غیرقانونی در برابر ایمنی سکوهای ثابت واقع در قفسه قاره
- ۱۹۸۸: کنوانسیون سرکوب اقدامات غیرقانونی علیه ایمنی ناوبری دریایی
- ۱۹۸۹: مکمل کنوانسیون سرکوب اقدامات غیرقانونی علیه ایمنی هواپیمایی کشوری
- ۱۹۹۱: کنوانسیون علامت گذاری مواد منفجره پلاستیکی به منظور کشف
- ۱۹۹۷: کنوانسیون بین‌المللی سرکوب بمب‌های تروریستی
- ۱۹۹۹: کنوانسیون بین‌المللی سرکوب تأمین مالی تروریسم
- ۲۰۰۵: پروتکل کنوانسیون سرکوب اقدامات غیرقانونی علیه ایمنی ناوبری دریایی
- ۲۰۰۵: کنوانسیون بین‌المللی برای سرکوب اقدامات تروریسم هسته ای
- ۲۰۱۰: پروتکل مکمل کنوانسیون سرکوب توقیف غیرقانونی هواپیماها
- ۲۰۱۰: کنوانسیون سرکوب اقدامات غیرقانونی مربوط به هواپیمایی بین‌المللی

### انگیزه حملات سایبری
سازمان ملل متحد آژانس‌های مختلفی دارد که به دنبال مقابله با تروریسم در فضای مجازی هستند، از جمله، دفتر مبارزه با تروریسم سازمان ملل، دفتر مواد مخدر و جرایم سازمان ملل، دفتر امور خلع سلاح سازمان ملل متحد، مؤسسه تحقیقات خلع سلاح سازمان ملل، پژوهشگاه جرائم و عدالت بین‌المللی سازمان ملل و اتحادیه بین‌المللی ارتباطات از راه دور هر دو EUROPOL و INTERPOL به ویژه در این زمینه تخصص دارند.

### ارتش ایالات متحده / محافظت در برابر سایبرتروریسم
وزارت دفاع ایالات متحده (وزارت دفاع) فرماندهی استراتژیک آمریکا را به وظیفه مبارزه با سایبرتروریسم متهم کرد. این کار از طریق کارگروه مشترک شبکه وظیفه مشترک، که مؤلفه عملیاتی پشتیبانی USSTRATCOM در دفاع از شبکه اطلاعات جهانی وزارت دفاع می‌باشد، انجام می‌شود. این کار با ادغام قابلیت‌های GNO در عملکرد تمام رایانه‌ها، شبکه‌ها و سیستم‌های DoD مورد استفاده در دستورها، خدمات و آژانس‌های جنگنده DoD انجام می‌شود.
در ۲ نوامبر ۲۰۰۶، وزیر نیرو هوایی از ایجاد جدیدترین MAJCOM نیروی هوایی، فرماندهی سایبر نیروی هوایی خبر داد که وظیفه نظارت و دفاع از منافع آمریکا در فضای مجازی را بر عهده خواهد داشت. این طرح با ایجاد بیست و چهارمین نیروی هوایی که در اوت ۲۰۰۹ فعال شد و جزئی از فرماندهی برنامه‌ریزی شده سایبر ایالات متحده است، جایگزین شد.
در ۲۲ دسامبر ۲۰۰۹، کاخ سفید رئیس امنیت رایانه خود را به عنوان هوارد اشمیت برای هماهنگی تلاش‌های دولت، ارتش و اطلاعاتی ایالات متحده برای دفع هکرها منصوب کرد. او این مقام را در ماه مه ۲۰۱۲ واگذار کرد. مایکل دانیل در همان هفته به سمت سمت هماهنگ‌کننده امنیت سایبری کاخ سفید منصوب شد و در دوره دوم دولت اوباما همچنان در این سمت ادامه دارد.
اخیراً، اوباما دستورالعملی را امضا کرد تا به ایالات متحده اجازه دهد مجازات‌هایی را برای افراد یا اشخاصی که مظنون به شرکت در اقدامات مرتبط با سایبر هستند، اعمال کند. این اقدامات به عنوان تهدیدهای احتمالی برای امنیت ملی ایالات متحده، مسائل مالی یا موضوعات سیاست خارجی ارزیابی شده‌است. مقامات آمریکا متهم کردند که مردی در حدود ۹۲ کشتی در فضای مجازی از حمله به رایانه هائی که وزارت دفاع استفاده می‌کند، هک شده‌است. کنسرسیوم مستقر در نبراسکا در طی هشت هفته چهار میلیون تلاش برای هک شدن دستگیر کرد. در سال ۲۰۱۱، حملات سایبرتروریسم ۲۰٪ رشد کرد.

### استونی و ناتو
مقاله اصلی: حملات سایبری سال ۲۰۰۷ در استونی
ایالت بالتیک استونی هدف حمله گسترده انکار خدمات قرار گرفت که در نهایت کشور را آفلاین کرد و از خدمات وابسته به اتصال به اینترنت در آوریل ۲۰۰۷ خاموش کرد. زیر ساخت‌های استونی شامل همه چیز از بانکداری آنلاین و شبکه‌های تلفن همراه است. خدمات دولتی و دسترسی به اطلاعات مراقبت‌های بهداشتی برای مدتی غیرفعال بود. دولت وابسته به فناوری آشفتگی شدید را تجربه کرد و نگرانی زیادی دربارهٔ ماهیت و هدف این حمله ایجاد کرد.
حمله سایبری نتیجه درگیری استونی و روسی در مورد برداشتن مجسمه برنز به تصویر کشیدن یک سرباز شوروی دوران جنگ جهانی دوم از مرکز پایتخت، تالین بود. در بحبوحه درگیری مسلحانه با روسیه، جورجیا نیز در اوت ۲۰۰۸ در معرض حملات پایدار و هماهنگ شده به زیرساخت‌های الکترونیکی خود قرار گرفت. گرچه هر دو کشور مسکو را به دلیل مشارکت در حملات سایبری مقصر می‌دانند، اما اثبات اثبات مقصر بودن قانونی وجود ندارد.
استونی در سال ۲۰۰۴ به ناتو پیوست و همین امر باعث شد ناتو با دقت مانیتورینگ اعضای عضو خود در مورد این حمله را کنترل کند. ناتو همچنین از ترس و احتمال تأثیرات آبشار فراتر از مرز استونی نسبت به سایر اعضای ناتو هراس داشت. در سال ۲۰۰۸، به‌طور مستقیم در نتیجه حملات، ناتو مرکز جدیدی از تعالی سایبر را برای انجام تحقیقات و آموزش جنگ سایبری در تالین افتتاح کرد.
هرج و مرج ناشی از حملات در استونی، جهان وابستگی کشورهای وابسته به فناوری اطلاعات را به جهانیان نشان داد. این وابستگی سپس کشورها را در برابر حملات سایبری و تروریسم در آینده آسیب‌پذیر می‌کند.

### جمهوری کره
براساس چشم‌انداز دفاعی دلویت ۲۰۱۶ آسیا و اقیانوسیه، «امتیاز خطر سایبری» کره جنوبی از ۸۸۰۰ نفر از ۸۸۴ و کره جنوبی آسیب پذیرترین کشور در برابر حملات سایبری در منطقه آسیا و اقیانوسیه است. با توجه به اینترنت پر سرعت و فناوری پیشرفته کره جنوبی، زیرساخت امنیت سایبری آن نسبتاً ضعیف است. حمله سایبری کره جنوبی سال ۲۰۱۳ به‌طور قابل توجهی به اقتصاد کره آسیب رساند. در سال ۲۰۱۷، یک حمله باج افزار شرکتها و کاربران خصوصی را که تجربه نشت اطلاعات شخصی را داشتند، آزار و اذیت کرد. علاوه بر این، حملات سایبری کره شمالی صورت گرفته‌است که امنیت ملی کره جنوبی را به خطر می‌اندازد.
در پاسخ به این، اقدامات متقابل دولت کره جنوبی برای محافظت از مراکز امنیتی اطلاعات آژانس اطلاعات ملی است. در حال حاضر، «امنیت سایبری» یکی از مهم‌ترین اهداف NIS کره است. از سال ۲۰۱۳ کره جنوبی سیاست‌های مربوط به امنیت سایبری ملی را تنظیم کرده بود و سعی داشت از طریق تحقیقات پیچیده دربارهٔ تهدیدات احتمالی، از بروز بحران سایبری جلوگیری کند. در همین حال، محققان بر بهبود آگاهی ملی در مورد حملات سایبری تأکید می‌کنند زیرا کره جنوبی قبلاً وارد به اصطلاح «جامعه بیش از حد متصل» شده بود.

### چین
وزارت دفاع چین وجود یک واحد دفاع آنلاین را در ماه مه ۲۰۱۱ تأیید کرد. متشکل از حدود ۳۰ متخصص نخبه اینترنتی، به اصطلاح «تیم سایبر آبی» یا «ارتش آبی»، به‌طور رسمی ادعا شده‌است که در دفاع سایبری مشغول است. عملیات، اگرچه این نگرانی وجود دارد که این واحد برای نفوذ به سیستم‌های آنلاین امن دولت‌های خارجی استفاده شده باشد.

### پاکستان
دولت پاکستان نیز برای مهار تهدید سایبرتروریسم و تبلیغات افراطی گامی گام برداشته است. سازمان ملی مبارزه با تروریسم (نکتا) برای مقابله با این مشکل بر روی برنامه‌های مشترک با سازمان‌های غیردولتی مختلف و سایر سازمان‌های امنیت سایبری در پاکستان کار می‌کند. Surf Safe Pakistan یک نمونه از این نمونه‌ها است. اکنون مردم پاکستان می‌توانند مطالب مرتبط با افراط گرایی و تروریستی را به‌صورت آنلاین از طریق درگاه Surf Safe Pakistan Pakistan گزارش دهند. سازمان ملی مبارزه با تروریسم (NACTA) رهبری دولت فدرال را برای کمپین امن گشت و گذار فراهم می‌کند. در مارس ۲۰۰۸، یک مجمع القاعده یک وب سایت آموزشی با شش ماژول آموزشی برای یادگیری تکنیک‌های ضد تروریسم منتشر کرد.

### اوکراین
مجموعه ای از حملات سایبری قدرتمند از ۲۷ ژوئن ۲۰۱۷ آغاز شد که وب سایت‌های سازمان‌های اوکراین از جمله بانک‌ها، وزارتخانه‌ها، روزنامه‌ها و شرکت‌های برق را متلاشی کرد.

## مثال‌ها
هر کسی در هر نقطه از جهان می‌تواند عملیاتی را انجام دهد، زیرا می‌تواند هزاران مایل دور از یک هدف انجام شود. یک حمله می‌تواند صدمات جدی به زیرساخت‌های حیاتی وارد کند که منجر به تلفات شود.
برخی از حملات در جهت دستیابی به اهداف سیاسی و اجتماعی انجام می‌شود، همان‌طور که مثالهای زیر نشان می‌دهد:
- در سال ۱۹۹۶، یک هکر رایانه ای که گفته می‌شود با جنبش White Supremacist همراه بوده‌است، به‌طور موقت ISP ماساچوست را غیرفعال کرد و به بخشی از سیستم نگهداشت ضبط ISP آسیب رساند. ISP تلاش کرده بود که هکرها را از ارسال پیام‌های نژادپرستانه در سراسر جهان تحت نام ISP متوقف کند. هکر با تهدید کنار زد: «شما هنوز تروریسم الکترونیکی واقعی را ندیده‌اید. این یک وعده است.»
- در سال ۱۹۹۸، معترضان اسپانیایی مؤسسه ارتباطات جهانی (IGC) را با هزاران پیام نامه الکترونیکی ساختگی بمباران کردند. نامه الکترونیکی برای کاربران ISP وصل و غیرقابل واکاوی بود و خطوط پشتیبانی با افرادی که نتوانستند نامه خود را دریافت کنند، برقرار شد. معترضان همچنین کارمندان IGC و حساب‌های عضو را سرقت می‌کردند، صفحه وب خود را با دستورها کارت اعتباری جعلی مسدود می‌کردند و تهدید می‌کردند که همان تاکتیک‌ها را علیه سازمان‌هایی که از خدمات IGC استفاده می‌کنند استفاده می‌کنند. آنها خواستار توقف IGC میزبانی وب سایت مجله Euskal Herria Journal، نشر مستقر در نیویورک با حمایت از استقلال باسک شدند. معترضان گفتند که IGC از تروریسم حمایت می‌کند، زیرا بخشی از صفحات وب حاوی مطالب مربوط به گروه تروریستی ETA بود که مسئولیت ترور مقامات سیاسی و امنیتی اسپانیا و حمله به تأسیسات نظامی را بر عهده گرفت. سرانجام IGC به دلیل «بمب‌گذاری‌های پستی» از سایت بیزار شد و سایت را ترسیم کرد.
- در سال ۱۹۹۸، چریکهای قومی تامیل تلاش کردند سفارتخانه‌های سریلانکا را با ارسال حجم زیادی نامه الکترونیکی مختل کنند. سفارتخانه‌ها در طی یک دوره دو هفته ای ۸۰۰ ایمیل در روز دریافت می‌کردند. پیام‌ها با عنوان «ما اینترنت سیاه ببرها هستیم و این کار را می‌کنیم تا ارتباطات شما مختل شود.» مقامات اطلاعاتی آن را به عنوان اولین حمله شناخته شده تروریست‌ها به سیستم‌های رایانه ای یک کشور توصیف کردند.
- در جریان درگیری کوزوو در سال ۱۹۹۹، رایانه‌های ناتو با بمب‌های پست الکترونیکی منفجر شدند و با حملات انکار سرویس توسط هکتیویست‌های معترض به بمب‌گذاری‌های ناتو مورد اصابت قرار گرفتند. علاوه بر این، بر اساس گزارش‌ها، مشاغل، سازمان‌های دولتی و مؤسسات دانشگاهی نامه‌های الکترونیکی بسیار تحمیل شده با ویروس را از طیف وسیعی از کشورهای اروپای شرقی دریافت کردند. Defaultهای وب نیز متداول بودند. پس از آنکه سفارت چین به‌طور اتفاقی در بلگراد بمباران شد [نیاز به استناد]، هکتیویست‌های چینی پیام‌هایی از قبیل "ما تا زمانی که جنگ متوقف نشود حمله نمی‌کنیم!" در وب سایتهای دولت ایالات متحده.
- از دسامبر ۱۹۹۷، تئاتر مزاحمت الکترونیکی (EDT) در حمایت از زاپاتیستاهای مکزیکی اقدام به تحصن در برابر سایتهای مختلف می‌کند. هزاران معترض در یک زمان مشخص، مرورگرهای خود را با استفاده از نرم‌افزاری که با درخواست‌های بارگیری سریع و مکرر، هدف را طغیان می‌کنند، به یک سایت هدف اشاره می‌کنند. نرم‌افزار EDT همچنین توسط گروه‌های حقوق حیوانات در برابر سازمان‌هایی که گفته می‌شود از حیوانات سوءاستفاده می‌کنند، استفاده شده‌است. Electrohippies، گروه دیگری از هکتیویست‌ها، هنگامی که در اواخر سال ۱۹۹۹ در سیاتل ملاقات کردند، تحصن وب را علیه WTO انجام دادند.
- در سال ۲۰۰۰، تحقیقات ژاپنی نشان داد که دولت از نرم‌افزاری استفاده کرده‌است که توسط شرکتهای رایانه ای وابسته به Aum Shinrikyo، فرقه رستاخیز که مسئول حمله گاز سارین به سیستم مترو توکیو در سال ۱۹۹۵ بود، ساخته شده‌است. "دولت ۱۰۰ نوع برنامه نرم‌افزاری را یافت که توسط حداقل ۱۰ آژانس دولتی ژاپن از جمله وزارت دفاع و بیش از ۸۰ شرکت بزرگ ژاپنی از جمله نیپون تلگراف و تلفن. "پس از کشف، دولت ژاپن استفاده از برنامه‌های توسعه یافته Aum را به دلیل نگرانی از اینکه شرکت‌های مرتبط با Aum متوقف کردند. با شکستن فایروال‌ها امنیت را به خطر انداخته‌اند. دسترسی به سیستم‌ها یا اطلاعات حساس، امکان حمله به افراد خارجی، کاشت ویروس‌هایی که بعداً راه اندازی می‌شوند، یا کاشتن کدهای مخرب که می‌توانند سیستم‌های رایانه ای و سیستم داده‌های کلیدی را فلج کنند، کاشته می‌شوند.
- در مارس ۲۰۱۳، روزنامه نیویورک تایمز در گزارشی از الگوی حملات سایبری علیه موسسات مالی آمریکا و همچنین حوادثی که بر مؤسسات مالی کره جنوبی تأثیر می‌گذارد، نشأت گرفته‌است.
- در اوت ۲۰۱۳، شرکت‌های رسانه ای از جمله نیویورک تایمز، توییتر و هافینگتون پست پس از نقض هکرها در حمایت از دولت سوریه، شرکت اینترنتی استرالیا را که بسیاری از آدرس‌های مهم سایت را کنترل می‌کند ، کنترل برخی از وب سایت‌های خود را از دست دادند. ارتش الکترونیک سوریه، یک گروه هکر که پیش از این به سازمان‌های رسانه ای حمله کرده و آن را خصمانه رژیم بشار اسد، رئیس‌جمهور سوریه می‌داند، اعتراض خود را برای هک‌های توییتر و هافینگتون پست در یک سری پیام‌های توئیتر اعلام کرد. سوابق الکترونیکی نشان می‌دهد که NYTimes.com، تنها سایت با قطع ساعات طولانی، بازدید کنندگان را به سمت سرور کنترل شده توسط گروه سوری هدایت می‌کند، پیش از آنکه تاریک شود.
- ارتش سایبر پاکستان نامی است که توسط گروهی از هکرها گرفته شده‌است که به دلیل جابجایی وب سایت‌ها، به ویژه شرکت‌ها و سازمان‌های دولتی هندی، چینی، اسرائیلی و سازمان‌های دولتی شناخته شده‌اند و ادعا می‌کنند نماینده منافع ملی و پاکستانی پاکستان است. تصور می‌شود این گروه از حداقل سال ۲۰۰۸ فعال بوده و حضور فعال خود را در رسانه‌های اجتماعی به ویژه فیس بوک حفظ می‌کند. اعضای آن مسئولیت ربودن وب سایتهای متعلق به ایسر، BSNL , CBI هند، بانک مرکزی و دولت ایالتی کرالا را برعهده گرفته‌اند.
- هین انگلیس کین گمبل، محکوم به ۲ سال حبس از جوانان، به عنوان رئیس سیا برای دستیابی به اطلاعات بسیار حساس منصوب شد. وی همچنین مقامات اطلاعاتی آمریکایی از قبیل جان برنان، رئیس سیا در آن زمان یا مدیر اطلاعات ملی جیمز کلاپر، مقامات اطلاعاتی آمریکایی را تحت تأثیر قرار گرفته‌است. قاضی گفت گمبل درگیر «تروریسم سایبری با انگیزه سیاسی» است.

### خرابکاری
اقدامات غیر سیاسی خرابکاری‌ها باعث خسارت مالی و سایر موارد شده‌است. در سال ۲۰۰۰، کارکن ناراضی ویتک بدن باعث رهاسازی ۸۰۰٬۰۰۰ لیتر فاضلاب تصفیه نشده به آبراه‌ها در ماروشی شایر، استرالیا شد.
اخیراً، در ماه مه ۲۰۰۷ به دلیل حذف یادبود جنگ جهانی دوم روسیه از مرکز شهر تالین، استونی در معرض حمله سایبری گسترده قرار گرفت. این حمله یک حمله انکار سرویس توزیع شده بود که در آن سایت‌های منتخب از طریق ترافیک بمباران می‌شدند تا آنها را به صورت آفلاین مجبور کنند. تقریباً تمام شبکه‌های وزارت امور خارجه دولت استونی و همچنین دو شبکه مهم بانکی استونی به صورت آفلاین خاموش شدند. علاوه بر این، وب سایت حزب سیاسی نخست‌وزیر استونی استرو آندروس آنسیپ نامه ای جعلی از عذرخواهی از Ansip برای حذف مجسمه یادبود منتشر کرد. با وجود گمانه زنی‌ها مبنی بر هماهنگی این حمله توسط دولت روسیه، وزیر دفاع استونی اعتراف کرد که هیچ مدرک قطعی در ارتباط با حملات سایبری به مقامات روسی ندارد. روسیه اتهامات مربوط به درگیری خود را «بی اساس» خواند، و نه ناتو و نه کارشناسان کمیسیون اروپا نتوانستند اثبات قطعی از مشارکت رسمی دولت روسیه را پیدا کنند. در ژانویه سال ۲۰۰۸، مردی از استونی به جرم اجرای حملات علیه وب سایت حزب اصلاحات استونی محکوم شد و جریمه شد.
در طول جنگ روسیه و جورجیا، در ۵ اوت ۲۰۰۸، سه روز قبل از آغاز حمله جورجیا به اوستیای جنوبی، وب سایتهای آژانس خبری OSInform و OSRadio هک شدند. وب سایت OSinform در osinform.ru عنوان و آرم خود را نگه داشت، اما محتوای آن به وسیله محتوای وب سایت تلویزیون آلانیا جایگزین شد. آلانیا تی وی، یک ایستگاه تلویزیونی با پشتیبانی دولت گرجستان با هدف مخاطبان در اوستیای جنوبی، هرگونه دخالت در هک شدن وب سایت‌ها را تکذیب کرد. دیمیتری مدایف، در آن زمان فرستاده اوستیای جنوبی در مسکو، ادعا کرد که جورجیا در تلاش است تا اطلاعاتی را درمورد وقایع رخ داده در نتیجه جنگ به دست آورد. یکی از این حملات سایبری باعث شد که وب سایت‌های پارلمان جورجیا و وزارت امور خارجه گرجستان جایگزین تصاویری شوند که میخائیل ساکاشویلی رئیس‌جمهور گرجستان با آدولف هیتلر را مقایسه می‌کرد. سایر حملات شامل انکار سرویس به وب سایت‌های گرجستان و آذربایجان، مانند زمانی که گفته می‌شود هکرهای روسی سرورهای روز جمهوری آذربایجان را غیرفعال می‌کنند.
در ژوئن سال ۲۰۱۹، روسیه اعتراف کرده‌است که «امکان‌پذیر است» شبکه الکتریکی آن تحت حمله سایبری ایالات متحده قرار دارد. نیویورک تایمز گزارش داد که هکرهای آمریکایی از فرماندهی سایبر ایالات متحده بدافزارهایی را به وجود آورده‌اند که به‌طور بالقوه قادر به ایجاد اختلال در شبکه الکتریکی روسیه هستند.

### جابجایی وب سایت و انکار سرویس
اخیراً، در اکتبر ۲۰۰۷، وب سایت رئیس‌جمهور اوکراین ویکتور یوشچنکو مورد حمله هکرها قرار گرفت. یک گروه جوان رادیکالیست ملی، جنبش جوانان اوراسیا مسئولیت این مسئولیت را برعهده گرفت.
در سال ۱۹۹۹ هکرها به رایانه‌های ناتو حمله کردند. رایانه‌ها با ایمیل از طریق آنها سرازیر شدند و با حمله به انکار سرویس به آنها ضربه زدند. هکرها نسبت به بمب‌گذاری‌های ناتو سفارت چین در بلگراد اعتراض کردند. مشاغل، سازمانهای دولتی و مؤسسات دانشگاهی با ایمیل‌های بسیار سیاسی حاوی ویروس‌های سایر کشورهای اروپایی بمباران شدند.
در دسامبر سال ۲۰۱۸، توییتر دربارهٔ «فعالیت غیرمعمول» از چین و عربستان سعودی هشدار داد. در ماه نوامبر یک اشکال کشف شد که می‌تواند کد کشور شماره تلفن کاربران را فاش کند. توییتر اعلام کرده‌است که این اشکال می‌تواند ارتباطی با «بازیگران تحت حمایت دولت» داشته باشد.

## دلایل سایبرتروریسم
به دلایل مختلفی سایبرتروریسم برای تروریست‌های مدرن جذاب‌تر است
اولین دلیلی که می‌شود بیان کرد: هزینهٔ ناچیز این روش دربرابر روش‌های تروریسم سنتی است. در واقع در این سبک، تنها چیزی که نیازاست (در سطوح پایین)، یک رایانه شخصی متصل به اینترنت است. نیازی به خرید اسلحه مانند تفنگ یا مواد منفجره نیست.
دومین دلیل، تروریست‌ها مانند بسیاری از کاربران اینترنت از اسامی مستعار استفاده می‌کنند و به عنوان کاربر مهمان وارد سایت مورد نظرشان می‌شوند به همین دلیل برای نیروهای پلیس و امنیتی بسیار سخت است که آن‌ها را ردیابی کنند. هرچند امکان ردیابی و مقابله با چنین روش‌های ممکن است، در عین حال، آثار تخریبی خود را خواهد گذاشت.
سایبرتروریست می‌تواند شبکه‌های دولتی یا رایانه‌های دولتی، افراد، خدمات عمومی، خطوط هوایی خصوصی و … را مورد حمله قراردهد. در نتیجه تعداد و تنوع حملات زیاد است.
ویژگی دیگر سایبرتروریسم که باعث جذابیت برای تروریست‌ها شده‌است، هدایت از راه دور است. سایبرتروریسم، سرمایه‌گذاری روانی کمتر و آموزش فیزیکی اندک و خطر مرگ کمتری دارد.

## همچنین ببینید
- حمله سایبری به نوبیتکس
- حمله سایبری علیه جمهوری اسلامی
- حمله سایبری به جایگاه‌های سوخت در ایران